# Svend Aage Jensby
Svend Aage Jensby, född 10 september 1940 i Aarhus, är en dansk jurist och f.d. politiker för Venstre. Han var folketingsledamot 1990-2005 och Danmarks försvarsminister 27 november 2001 till 24 april 2004.
Svend Aage Jensby är son till gårdsägaren Knud Nielsen och Hilda Kjær Jensby. Han tog realexamen 1957 och studentexamen 1961 i Rønde. Han tog kandidatexamen från Aarhus universitet 1967. Han var sedan vice statsadvokat i Ålborg (1971-1976), vice polismästare hos Ålborg polis (1976-1986) och polismästare i Hobro 1986-2001.
Jensby blev invald i Folketinget 1990 för Venstre för Hobros valkrets. Han hade detta uppdrag parallellt med sitt arbete som polismästare. Han var partiets försvarspolitiska talesperson 1992-2001 och ledamot i den danska försvarskommissionen 1997-2001. Han utsågs till Danmarks försvarsminister 27 november 2001 efter att Venstre och Det Konservative Folkeparti bildat en borgerlig koalitionsregering med Dansk Folkeparti som stödparti.
Som försvarsminister ledde Jensby förhandlingarna om en politisk överenskommelse bland Folketingets partier om inriktningen på det danska försvaret, bl.a. med ökad satsning på fredsbevarande styrkor och internationellt samarbete. Han hamnade i blåsväder efter att Frank Søholm Grevil, major i den danska underrättelsetjänsten (Forsvarets Efterretningstjeneste, FE), i danska medier påstod att interventionen i Irak 2003, som Danmark deltagit i, vilade på falska grunder. I en intervju med TV 2 refererade Jensby i ärendet till Udvalget vedrørende Efterretningstjenesterne, ett politiskt kontrollorgan över de danska underrättelsetjänsterna. Detta ansågs bryta mot reglerna, då organets medlemmar, däribland Jensby, har tystnadsplikt. Då han förklarade att reglerna var oklara och kanske inte gällde ministern motarbetades han av både statsminister Anders Fogh Rasmussen och justitieminister Lene Espersen, som menade att reglerna gällde alla. Dessa händelser ledde till att Jensby avgick som minister 24 april 2004 och ersattes av Søren Gade.